# Bojišina
Bojišina (izvirno srbsko Бојишина) je naselje v Srbiji, ki upravno spada pod Mesto Leskovac; slednja pa je del Jablaniškega upravnega okraja.

## Demografija
V naselju, katerega izvirno (srbsko-cirilično) ime je Бојишина, živi 210 polnoletnih prebivalcev, pri čemer je njihova povprečna starost 46,7 let (47,6 pri moških in 45,9 pri ženskah). Naselje ima 86 gospodinjstev, pri čemer je povprečno število članov na gospodinjstvo 2,85.
To naselje je popolnoma srbsko (glede na rezultate popisa iz leta 2002), a v času zadnjih treh popisov je opazno zmanjšanje števila prebivalcev.
|  |

| Demografija | Demografija     | Demografija     |
| Leto        | Št. prebivalcev | Št. prebivalcev |
| ----------- | --------------- | --------------- |
|             |                 |                 |
|             |                 |                 |
|             |                 |                 |
|             |                 |                 |
| 1948        | 337             |                 |
| 1953        | 382             |                 |
| 1961        | 393             |                 |
| 1971        | 369             |                 |
| 1981        | 326             |                 |
| 1991        | 267             | 265             |
| 2002        | 256             | 245             |
|             |                 |                 |

| Etnična sestava po popisu iz leta 2002 | Etnična sestava po popisu iz leta 2002 | Etnična sestava po popisu iz leta 2002 | Etnična sestava po popisu iz leta 2002 | Etnična sestava po popisu iz leta 2002 |
| -------------------------------------- | -------------------------------------- | -------------------------------------- | -------------------------------------- | -------------------------------------- |
| Srbi                                   | Srbi                                   |                                        | 245                                    | 100,0%                                 |
| Neznano                                | Neznano                                |                                        | 0                                      | 0,0%                                   |